# Альфредів
Альфредів (Альфредово, рос. Альфредов) — колишній хутір (фільварок) у Любарській волості Новоград-Волинського та Полонського повітів Волинської губернії та Казенно-Громадській сільській раді Любарського району Житомирської та Бердичівської округ.

## Населення
В кінці 19-го ст. фільварок налічував 5 дворів та 34 жителі, у 1906 році нараховувалося 7 дворів та 39 мешканців.
Кількість населення, станом на 1923 рік, становила 60 осіб, кількість дворів — 10.
Відповідно до перепису населення СРСР, станом на 17 грудня 1926 року, чисельність населення становила 58 осіб, з них, за статтю: чоловіків — 30, жінок — 28; етнічний склад: українців — 37, євреїв — 6, поляків — 15. Кількість господарств — 14.

## Історія
Названий на честь засновника, Альфреда Водзинського. В кінці 19 століття — фільварок Любарської волості Новоград-Волинського повіту, розміщувався за 105 км (94 версти) від м. Звягель. Земельна власність — 1 282 десятини, належав до любарського маєтку.
В 1906 році хутір входив до складу Любарської волості (5-го стану) Новоград-Волинського повіту Волинської губернії. Відстань до повітового центру, м. Новограда-Волинського, складала 94 верст, до волосної управи в містечку Любар — 2 версти. Найближче поштово-телеграфне відділення розташовувалось у Любарі.
У березні 1921 року Любарська волость, до котрої належав Альфредів, увійшла до складу новоствореного Полонського повіту. До 1926 року — фільварок; у 1923 році увійшов до складу новоствореної Старо-Любарської (згодом — Казенно-Громадська сільська рада) сільської ради, котра, від 7 березня 1923 року, стала частиною новоствореного Любарського району Житомирської округи. Відстань до центру сільської ради (Казенна Громада, частина Любара) та до районного центру, міст. Любар — 3 версти, до окружного центру, м. Бердичів — 61 верста, до найближчої залізничної станції, Печанівка — 20 верст.
Станом на 1 жовтня 1941 року на обліку населених пунктів не значився.